# Nürnberger Börse

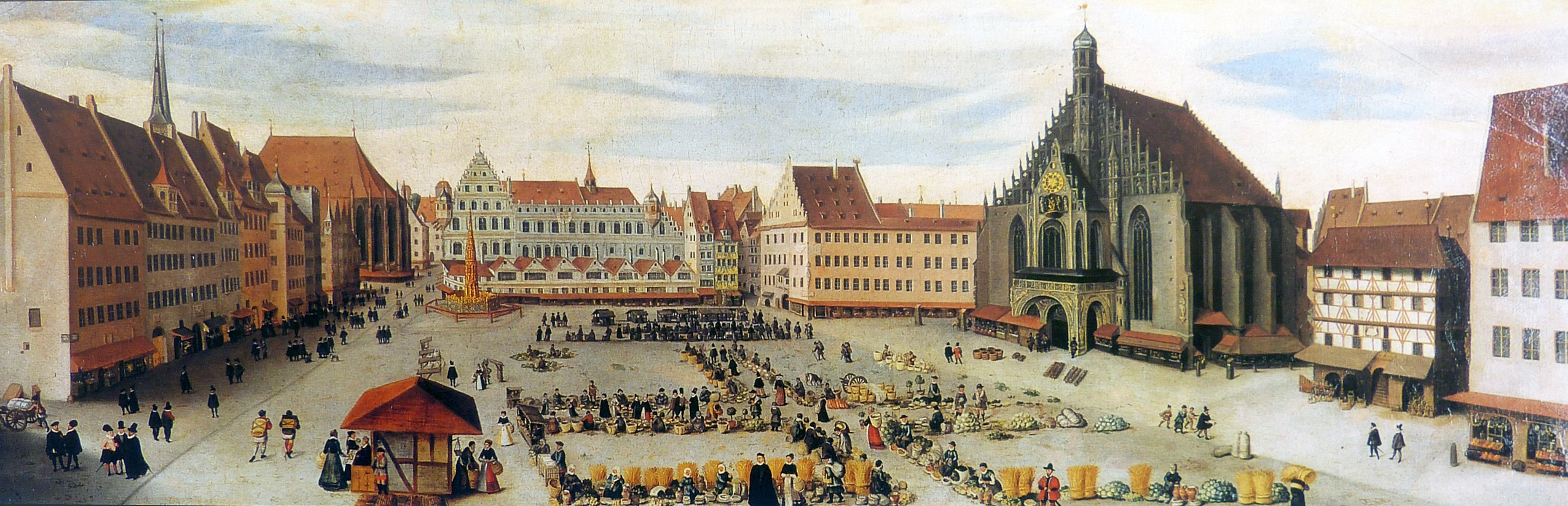
Rynek norymberski w XVI wieku

Nürnberger Börse – była giełda znajdująca się przy Rynku Głównym w Norymbedze. Giełda w Norymberdze została założona około 1540 r. w północno-zachodniej części rynku, zwanej odtąd Herrenmarkt (Rynek Panów). Pierwszymi prezesami giełdy zostali patrycjusze Martin Pfinzing i Hans Welser. Była to obok giełdy w Augsburgu najstarsza niemiecka giełda. W 1618 r. przy giełdzie został powołany Banco Publico. Do wojny trzydziestoletniej była to jedna z najważniejszych giełd papierów wartościowych, a zarazem najważniejsza giełda towarowa na północ od Alp. Potem zaczęła ona podupadać, aby w XVIII w. stracić na znaczeniu na rzecz giełdy we Frankfurcie nad Menem. Dzwon giełdowy przy Kościele św. Sebalda został zlikwidowany w 1813 r., a Banco Publico został rozwiązany w 1827 r.